# أريدك أن تعودي (أغنية)
ونت يو باك (بالإنجليزية: Want You Back)‏ أو «أريدك أن تعودي». هي أغنية لفرقة الروك الأسترالية 5 سيكوندس أوف سمر، أطلقت في 22 فبراير 2018 من قبل «تسجيلات الكابيتول» (Capitol Records). تعتبر الأغنية أول أغنية لهم من ألبومهم الثالث دماء شابة.

## وصلات خارجية
- https://www.youtube.com/watch?v=EhSXsTSNDyo
- https://www.youtube.com/watch?v=UaAHl_m_ybk
- https://www.youtube.com/watch?v=a9uF6TRXaAQ
- https://www.youtube.com/watch?v=JaoxtIwQGlE